# Humberto Serrano
Humberto Serrano (Alcázar de San Juan, provincia de Ciudad Real, 21 de mayo de 1942 - Buenos Aires, 20 de enero de 2013) fue un actor argentino de origen español de cine, teatro y televisión.

## Biografía

### Trayectoria actoral
Serrano fue un actor de reparto que se desempeñó en Argentina con personajes mayormente dramáticos. Uno de los más recordados fue el de un joven abogado en la tira El Rafa junto a Alberto de Mendoza y el amable cura de Milagros (Natalia Oreiro) en Muñeca brava.
Su última aparición en la pantalla chica fue en la telenovela de Telefé, Dulce amor en el 2012, en la que encarnó el papel de Rocco Bonfatti, el chocolatero de golosinas Bandi.

### Fallecimiento
Humberto Serrano falleció en el Sanatorio de la Providencia el domingo 20 de enero de 2013 por la noche como consecuencia de un cáncer. Sus restos descansan en el Panteón Argentino de Actores del Cementerio de la Chacarita.

## Filmografía
- 1972: La resistencia
- 1979: Este loco amor loco
- 1986: Pobre mariposa
- 1986: La Noche de los Lápices, como el capitán
- 1993: Tango feroz: la leyenda de Tanguito
- 1995: La nave de los locos, como el fiscal
- 1995: Casas de fuego, como Arce
- 1996: La anunciación
- 2001: El hijo de la novia, como Padre Mario
- 2003: El fondo del mar, como Lichmann
- 2004: Whisky Romeo Zulu
- 2005: Solo un ángel, como Guillermo Zanone
- 2005: Cargo de conciencia
- 2010: Negro Buenos Aires, como conserje del hotel
- 2011: El abismo.. todavía estamos, como Matías

## Televisión
- 1980: Rosa de lejos, como Federico Sainz Molinari
- 1981: El Rafa, como el Dr. Escalada
- 1983: Cara a cara
- 1984: Entre el amor y el poder, como Rolo Álvarez
- 1984: Lucía Bonelli, como Mogliani
- 1984: Pelear por la vida, como Paulino Locatelli
- 1985: El pulpo negro, como colaborador de un programa radial
- 1986: Mujer comprada, como Aldo
- 1988: Pasiones, como Rafael
- 1989: Socorro, quinto año
- 1989: Hombres de ley
- 1990:  Amigos son los amigos
- 1991: Alta comedia (episodio «Carrera de amor»).
- 1991: Buenos Aires, háblame de amor, como Félix
- 1992: Antonella, como Facundo Cornejo Mejía
- 1992 El precio del poder (1992)
- 1992: Inolvidable, como Antonio
- 1994: Montaña rusa
- 1994: Perla negra, como Horacio de la Canale
- 1995: Mi cuñado como el doctor
- 1995: Sheik, como Beltrán
- 1995: Poliladron
- 1995: Nueve lunas
- 1996: Alén, luz de luna, como Enrique Hardoy
- 1997: Ricos y famosos
- 1997: Milady, la historia continúa, como el padre de Regina
- 1997: El garante
- 1998: Laura y Zoe
- 1998: Fiscales
- 1998: Muñeca brava, como el cura Manuel Miranda
- 2000: Los médicos de hoy
- 2000: Tiempo final
- 2001: Provócame, como Ignacio 'Nacho' Villalobos
- 2002: Franco Buenaventura, el profe, como Anselmo Ledesma
- 2002: Los simuladores, como Dumas
- 2002: Mil millones, como Roque
- 2003: Soy gitano, como Humberto Salvatori
- 2005: Hombres de honor
- 2005-2006: Se dice amor, como Manuel Acevedo Díaz
- 2005-2007: Mujeres asesinas
  - 2005: episodio Marta Odera, monja, como Santurino Rivarte
  - 2006: episodio Cecilia, hermana, como Mario
  - 2007: episodio Milagros, pastora, como Don López
- 2009: Epitafios, como el Juez
- 2009-2010: Herencia de amor, como Augusto Ledesma
- 2011: Víndica, como Ríos
- 2012: La nada blanca, como Luis
- 2012: Dulce amor, como Rocco Bonfatti

## Teatro
Su extensa carrera teatral incluye aportes tanto en calidad de actor escénico como de director. Algunas de sus obras fueron:
- 1967: La señora Dally tiene un amante
- 1967: Colorado el 4
- 1969: La Selva y el Reino[5]
- 1972: El balcón
- 1976: Sabor a miel, junto a Soledad Silveyra.
- 1983: Blues de la Calle Balcarce
- 1995: Brilla por ausencia
- 2002: La invención del amor
- 2002: Persona, ¡je!
- 2003: Sinvergüenzas
- 2003, 2007 y 2008: El partener
- 2006: En el aire
- 2007: Familia de Vancini y Antonia su mujer
- 2011: Nada personal

Como director teatral se destacó en las obras Desde ahora y para siempre y  Cuatro actos de servicio ambas del 2002.